# Procopius laticeps
Procopius laticeps är en spindelart som beskrevs av Simon 1910. Procopius laticeps ingår i släktet Procopius och familjen flinkspindlar.
Artens utbredningsområde är Bioko. Inga underarter finns listade i Catalogue of Life.